# مورنگا (فیلم)
مورنگا (آلمانی: Morenga) یک فیلم درام آلمانی است که در سال ۱۹۸۵ منتشر شد و در سی و پنجمین جشنواره بین‌المللی فیلم برلین به‌نمایش درآمد. از بازیگران آن می‌توان به ژاکوس برور، آرنولد وسلو، و ورنن دابچف اشاره کرد.
این فیلم بر پایهٔ رمان مورنگا اثر اووه تیم ساخته شده‌است و به وقایع پس از جنگ بوئر دوم می‌پردازد.